# Брейди, Шон Бэптист
Шон Бэптист Брейди (англ. Seán Baptist Brady, ирл. Seán Mac Brádaigh; род. 16 августа 1939, Драмкалпин, Ирландия) — ирландский кардинал. Коадъютор архиепископа Армы с 13 декабря 1994 по 1 октября 1996. Архиепископ Армы с 1 октября 1996 по 8 сентября 2014. Кардинал-священник с титулом церкви Санти-Кирико-э-Джулитта с 24 ноября 2007.